# Willem van Althuis
Willem van Althuis (Dronrijp, 3 maart 1926 - Heerenveen, 9 oktober 2005) was een Nederlands kunstschilder.
Willem van Althuis groeide op op het Friese platteland en werd beroepshalve stratenmaker. Hij tekende in zijn vrije tijd voornamelijk motieven uit zijn directe omgeving. Dat evolueerde via het bestuderen van de werkwijzen van Vincent van Gogh, Paul Klee en Wassily Kandinsky tot kwaliteitsvolle, vrijgevochten schilderkunst.
Hij nam vaak een bouwwerk uit de regio Heerenveen/Dronrijp als uitgangspunt: kerk, hotel, brug, pakhuis, station enz. Hij behandelde dan het thema een tweede, derde of vierde maal en reduceerde de voorstelling tot enkele vlakken met subtiele kleuren. Hij noemde deze zelf "vertalingen". Het onooglijke gebouwtje van de visafslag van Laaxum herschilderde hij zo wel meer dan 15 keer. Dat consequente reduceren van de voorstelling bracht hem tot bijna abstracte landschappen en schilderijen met abstracte vlakken, wazige lijnen, cirkels en vierkanten.

## Stichting
In 2005, kort voor zijn dood, is een stichting in het leven geroepen om zijn werk te 'traceren, inventariseren, verzamelen, conserveren en toegankelijk [te] maken door middel van tentoonstellingen, publicaties en reproducties'.

## Tentoonstellingen
- 2004-2005 Museum Belvédère, Heerenveen
- 2013 Museum Belvédère, Heerenveen